# Матвеево (Парфеньевский район)
Матве́ево — село в Парфеньевском районе Костромской области России, входит в состав Парфеньевского муниципального округа.

## География
Село расположено в центральной части Костромской области, на расстоянии приблизительно 17 км к северу-северо-востоку от районного центра — села Парфеньево.  Матвеево находится на отрогах Северных увалов, в местности, характеризующейся холмистым рельефом и живописными ландшафтами, на водоразделе реки Вохтомы и Песомы.

## История
Первое упоминание о Матвееве относится к 1620 году. Село возникло на территории бывшей Вохтомской волости, входившей в Чухломскую осаду (уезд).  Предположительно, название села связано с именем главы охотничьей артели Матвея, избравшего это место для поселения.
В XVII веке Матвеево стало центром Матвеевской вотчины князей Репниных. В 1629 году боярин князь Борис Александрович Репнин получил эти земли в качестве вотчины за заслуги перед отечеством, в том числе за участие в освобождении Москвы от поляков и поддержку Михаила Романова при вступлении на престол. До Репниных этими землями владели костромские бояре Сабуровы.
К 1633 году в Матвееве были построены две деревянные церкви: в честь Рождества Богородицы и во имя апостола Матфея.  С этого времени деревня Матвеево стала селом и центром вотчины. Здесь располагалось вотчинное правление.
В последующие столетия Матвеевская вотчина принадлежала различным представителям рода Репниных, включая Никиту Ивановича Репнина, генерал-фельдмаршала, сподвижника Петра I.  При Репниных в селе развивались ремесла, в частности плотницкое дело, а матвеевские крестьяне занимались отхожим промыслом, работая на строительстве в различных городах, включая Петербург.
В XVIII веке, при Николае Васильевиче Репнине, в селе действовала винокурня.  Основным занятием крестьян оставалось земледелие, но суглинистые почвы и северный климат не способствовали высоким урожаям, поэтому отходничество играло важную роль в экономике села.
В XIX веке Матвеево перешло во владение Волконских-Репниных. В 1849 году село полностью сгорело, но было отстроено заново.
В 1872 году в селе насчитывалось 65 дворов. В конце XIX — начале XX веков в Матвееве развивалось предпринимательство, действовали кирпичные заводы, мельницы, лавки. В селе проводились ярмарки.
В 1911 году в селе был установлен памятник императору Александру II. В 1914 году началось строительство здания земской больницы и училища.
В советское время, после 1917 года, Матвеевская вотчина была национализирована. В 1921 году сгорел бывший усадебный дом Репниных, где размещалось волостное правление.
До 2021 года село являлось административным центром Матвеевского сельского поселения, которое было упразднено в рамках муниципальной реформы и включено в состав Парфеньевского муниципального округа.
В селе сохранились остатки парка бывшей усадьбы Репниных с вековыми липами и пруд, известный как «Баринов пруд».

## Население
Динамика численности населения Матвеева по годам:
| Год       | 1872 | 1897 | 1907 | 2002 | 2022 |
| --------- | ---- | ---- | ---- | ---- | ---- |
| Население | 421  | 598  | 598  | 376  | 227  |

В 1872 году население составляло 421 человек. В 2002 году — 376 человек, из них 95 % русские. По переписи 2022 года — 227 человек.

## Инфраструктура
В селе имеется отделение почтовой связи, фельдшерско-акушерский пункт, магазин.  Действует Матвеевский сельский дом культуры и библиотека.

## Достопримечательности
- Церковь Рождества Пресвятой Богородицы — каменная церковь, построенная в 1796 и 1845 годах.  В настоящее время находится в руинированном состоянии.  Является объектом культурного наследия регионального значения.[2][9]
- Памятник Александру II — установлен в 1911 году, утрачен в советское время. Место расположения памятника является объектом исторической памяти.[1]
- Парк усадьбы Репниных — остатки липового парка XVIII—XIX веков.  Сохранились вековые липы и пруд «Баринов».[1]